# ال کالافاته
ال کالافاته (به اسپانیایی: El Calafate) یک شهر در آرژانتین است که در Lago Argentino Department واقع شده‌است. ال کالافاته ۲۲٬۰۰۰ نفر جمعیت دارد.